# Gayle Moran
Gayle Moran (* 1943) je zpěvačka, klávesistka a skladatelka.
V roce 1961 absolvovala Spring Arbor High School (nyní Spring Arbor University). V sedmdesátých letech byla členkou skupiny Mahavishnu Orchestra, se kterou nahrála alba Apocalypse (1974) a Visions of the Emerald Beyond (1975). Podílela se také na albu Musicmagic (1977) skupiny Return to Forever a pěti sólových albech Chicka Corey The Leprechaun (1975), My Spanish Heart (1976), The Mad Hatter (1978), Secret Agent (1978) a Touchstone (1982).
V roce 1979 vydala své jediné sólové album I Loved You Then ... I Love You Now.